# Conspiración de Rawalpindi
La conspiración de Rawalpindi fue un intento de golpe de Estado para derrocar a Liaquat Ali Khan, el primer primer ministro de Pakistán, en marzo de 1951. Fue el primero de muchos intentos de golpe posteriores contra gobiernos en la historia de Pakistán. El golpe fue planeado en su mayoría por el general militar Akbar Khan, el poeta Faiz Ahmad Faiz y el escritor Sajjad Zaheer junto con otras 12 personas.

## Causas
Según el escritor Hasan Zaheer, hubo tres causas principales de la conspiración de Rawalpindi. Primero, el descontento general de los oficiales del ejército paquistaní con el desempeño del gobierno de Liaquat Ali Khan, al que consideraban corrupto e incompetente. En segundo lugar, la opinión de muchos oficiales paquistaníes de que la presencia continua de oficiales británicos en el ejército paquistaní era una amenaza a la seguridad. En tercer lugar, y más inmediatamente, el descontento con la forma en que el gobierno manejó la guerra de Cachemira con la India (1947-1948). Los oficiales del ejército pensaron que la aceptación por parte del gobierno de la mediación de la ONU y del alto el fuego era débil y desperdiciaron la oportunidad de capturar toda Cachemira.

## Participantes
En la conspiración participaron once militares y cuatro civiles. El principal responsable de planificar el golpe fue el mayor general Akbar Khan, jefe del Estado Mayor del ejército paquistaní. Durante la guerra de Cachemira, Khan había dirigido las fuerzas paquistaníes bajo el seudónimo de General Tariq. Tenía su base en la ciudad norteña de Rawalpindi, donde se encontraba el cuartel general del ejército, mientras que la capital política del estado estaba en la ciudad sureña de Karachi en ese momento. Entre los conspiradores civiles se encontraban el destacado poeta paquistaní Faiz Ahmed Faiz, notablemente activo en la política de izquierda y simpatizante del Partido Comunista de Pakistán, y Sajjad Zaheer. También se creía que la esposa de Akbar Khan, Naseem Shahnawaz Khan, había motivado a su marido a emprender este complot.

## Exposición y juicio
La conspiración fue frustrada después de que uno de los confidentes de Akbar Khan informara al gobierno del intento de golpe. Las fuerzas gubernamentales arrestaron inmediatamente al mayor general Akbar Khan y a los demás conspiradores, incluido Faiz Ahmed Faiz. El comandante en jefe del ejército, general Muhammad Ayub Khan, y el secretario de Defensa, mayor general Iskander Mirza, habían permanecido leales al gobierno. Ayub Khan ordenó inmediatamente a las tropas del ejército que rodearan y tomaran el control del cuartel general del ejército, donde tenía su base el mayor general Akbar Khan. El primer ministro Liaquat Ali Khan anunció el fracaso del golpe el 9 de marzo de 1951. El gobierno aprobó la Ley de Conspiración (Tribunal Especial) de Rawalpindi para establecer un tribunal especial encargado de investigar la conspiración. Se celebró un juicio para los 15 individuos acusados, a saber: el mayor general Akbar Khan, el comodoro aéreo M. K. Janjua, el mayor general Nazir Ahmed, el brigadier Sadiq Khan, el brigadier M. A. Latif Khan, el teniente coronel Zia-ud-Din, el teniente coronel Niaz Muhammad Arbab, el capitán Khizar Hayat, el mayor Hassan Khan, el mayor Ishaq Muhammad, el capitán Zafrullah Poshni, Naseem Shahnawaz Khan, Faiz Ahmed Faiz, Syed Sajjad Zaheer y Muhammad Hussain Ata.
Después de un juicio de 18 meses realizado en secreto, el mayor general Khan y Faiz Ahmed Faiz fueron declarados culpables y sentenciados a largas penas de prisión. Su abogado defensor fue el  político bengalí Huseyn Shaheed Suhrawardy. Cuando Suhrawardy se convirtió en Primer Ministro de Pakistán en 1957, obtuvo un indulto para la mayoría de los conspiradores.

## Consecuencias
Liaquat Ali Khan fue asesinado más tarde en 1951 en Rawalpindi. El general Ayub Khan lanzó el primer golpe militar exitoso contra el gobierno del presidente Iskander Mirza en 1958, asumiendo él mismo las riendas de la presidencia hasta 1969.
El general de división Akbar Khan se reinventó en la vida política paquistaní, convirtiéndose en asesor del político paquistaní Zulfikar Ali Bhutto. Al llegar al poder en 1971, Bhutto nombró a Akbar Khan jefe de seguridad nacional. Naseem Shahnawaz y Akbar Khan se divorciaron y la primera dama cambió su nombre a Naseem Jahan (en honor a su madre Jahanara Shahnawaz) y se convirtió en política por derecho propio. Faiz continuó publicando muchas obras de poesía y el gobierno de Bhutto lo nombró miembro del Consejo Nacional de las Artes.